# 水城拟小鲵
水城拟小鲵（学名：Pseudohynobius shuichengensis）一种分布于中华人民共和国贵州省六盘水市的两栖动物，隶属于小鲵科拟小鲵属。

## 形态特征
雄鲵全长177.7～209.9毫米，雌鲵182.5～213.2毫米。头部钝圆，躯干圆柱状，四肢较长。体背紫褐色，无异色斑块。